# Torneo di Wimbledon 2023 - Doppio maschile per invito
Bob Bryan e Mike Bryan erano i campioni in carica e hanno confermato il titolo battendo in finale Lleyton Hewitt e James Blake.

## Tabellone

### Legenda
| - Q = Qualificato - WC = Wild card - LL = Lucky loser | - ALT = Alternate - SE = Special Exempt - PR = Protected Ranking | - w/o = Walkover - r = Ritirato - d = Squalificato |

### Finale
|  | Finale |                            |   |   |      |  |
|  |        |                            |   |   |      |  |
|  | A1     | Bob Bryan Mike Bryan       | 6 | 3 | [10] |  |
|  | B2     | James Blake Lleyton Hewitt | 4 | 6 | [6]  |  |

### Gruppo A
|    |                                   | B Bryan M Bryan | Grosjean Štěpánek | Haas Philippoussis | Black Soares      | RR W–L | Set W–L | Game W–L | Standings |
| A1 | Bob Bryan Mike Bryan              |                 | 7-5, 6-3          | 6-4, 6-2           | 6-2, 6-3          | 3–0    | 6–0     | 37–19    | 1         |
| A2 | Sébastien Grosjean Radek Štěpánek | 5-7, 3-6        |                   | 4-6, 3-6           | 6-4, 6-4          | 1–2    | 2–4     | 27–33    | 3         |
| A3 | Tommy Haas Mark Philippoussis     | 4-6, 2-6        | 6-4, 6-3          |                    | 6-3, 63-7, [8-10] | 1–2    | 3–4     | 30–30    | 2         |
| A4 | Wayne Black Bruno Soares          | 2-6, 3-6        | 4-6, 4-6          | 3-6, 7-63, [10-8]  |                   | 1–2    | 2–5     | 24–36    | 4         |

La classifica viene stilata in base ai seguenti criteri: 1) Numero di vittorie; 2) Numero di partite giocate; 3) Scontri diretti (in caso di due giocatori pari merito); 4) Percentuale di set vinti o di game vinti (in caso di tre giocatori pari merito); 5) Decisione della commissione

### Gruppo B
|    |                               | Inglot Malisse    | Blake Hewitt     | Delgado Marray    | Melzer Müller    | RR W–L | Set W–L | Game W–L | Standings |
| B1 | Dominic Inglot Xavier Malisse |                   | 3-6, 4-6         | 3-6, 6-3, [10-12] | 7-5, 3-6, [8-10] | 0−3    | 2−6     | 26−34    | 4         |
| B2 | James Blake Lleyton Hewitt    | 6-3, 6-4          |                  | 6-3, 6-4          | 6-3, 4-6, [10-6] | 3−0    | 6-1     | 35−23    | 1         |
| B3 | Jamie Delgado Jonathan Marray | 6-3, 3-6, [12-10] | 3-6, 4-6         |                   | 4-6, 63-7        | 1–2    | 2–5     | 27–34    | 3         |
| B4 | Jürgen Melzer Gilles Müller   | 5-7, 6-3, [10-8]  | 3-6, 6-4, [6-10] | 6-4, 7-63         |                  | 2–1    | 5–3     | 34–31    | 2         |

La classifica viene stilata in base ai seguenti criteri: 1) Numero di vittorie; 2) Numero di partite giocate; 3) Scontri diretti (in caso di due giocatori pari merito); 4) Percentuale di set vinti o di game vinti (in caso di tre giocatori pari merito); 5) Decisione della commissione